# 流蘇樹
- 關於衣物、布料上的穗狀裝飾，請見「流蘇 (裝飾)」。

流蘇樹，又稱流疏樹、茶葉樹、四月雪，是木樨科流蘇樹屬的植物，分佈於中國大陸、台灣、韓國、日本。花白色，是良好的庭园观赏植物。木材堅重細緻，質地優良，多用以製作算盤或器具等；嫩葉可當茶葉作飲料，果實含油豐富，可榨油，供工業用。
形態特徵：落葉灌木或小喬木，株高可達6公尺以上，幼枝有毛。
花期花色：春末開花，聚繖花序，頂生，花冠白色，花瓣4裂。
果期果色：夏至秋季結果，核果橢圓形，熟果黑色。
葉形質感：葉對生，卵形或橢圓形。疏葉樹木，質感中。
根系：中根植物。
傳播方式：誘蝶植物。

## 外部連結

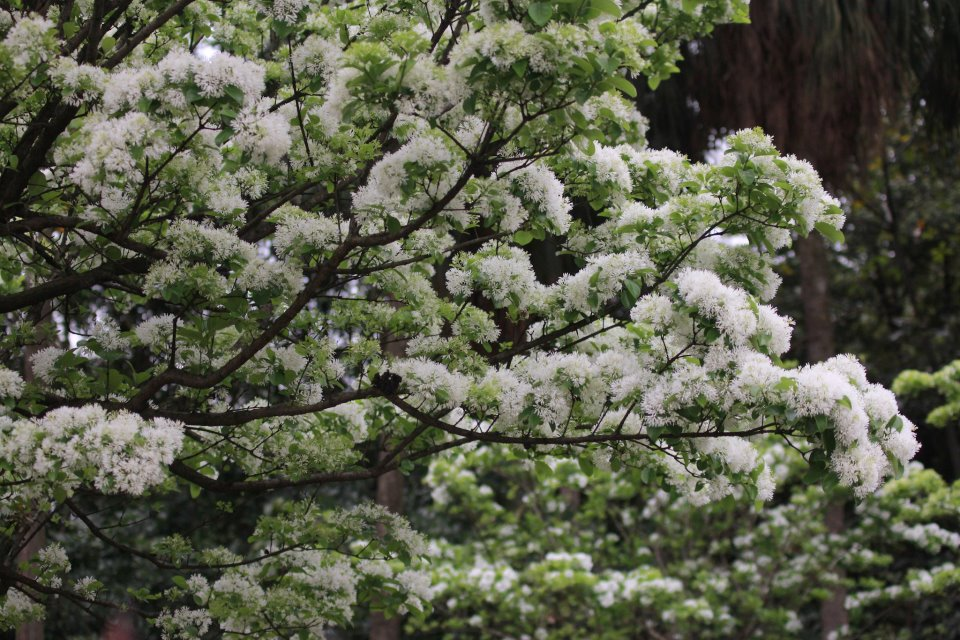
四月開花的流蘇樹，攝於台灣大學

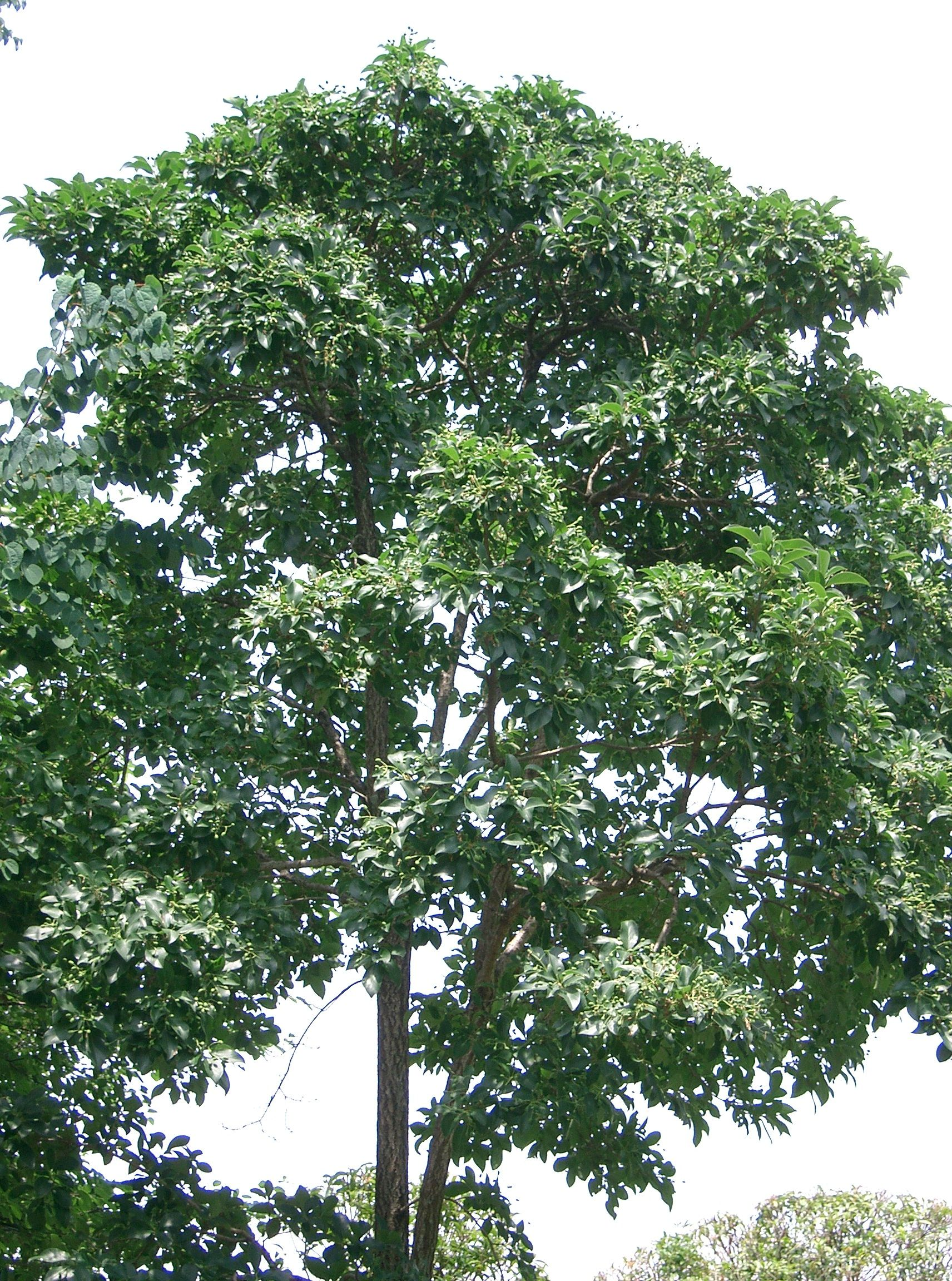
日本大阪的流蘇樹

- 關於流蘇的詳細介紹 （页面存档备份，存于）

1. ↑  . 臺北縣: 內政部建築研究所. 2010年12月: pp216、217. ISBN 978-986-02-5433-4.